# Furcaspis charmoyi
Furcaspis charmoyi är en insektsart som beskrevs av Charles Kimberlin Brain 1918. Furcaspis charmoyi ingår i släktet Furcaspis och familjen pansarsköldlöss. Inga underarter finns listade i Catalogue of Life.